# آرتیبیوس
آرتیبیوس (یونانی باستان: Ἀρτύβιος) یکی از ژنرال‌های ایران باستان در زمان داریوش بزرگ (یعنی حدود قرن پنجم یا ششم پیش از میلاد) بود. پس از آغاز شورش ایونی، او با ناوگانی به قبرس رفت تا آن جزیره را فتح کند.
در سال ۴۹۷ قبل از میلاد، ژنرال اونسیلوس اهل سالامیس، رئیس سران قبرس، درخواست کرد تا با آرتیبیوس به نبرد تن‌به‌تن بپردازد. آرتیبیوس این پیشنهاد را پذیرفت و سوار بر اسب خود رفت تا با اونسیلوس و همراهش که پیاده بودند روبرو شود. مورخ هرودوت داستانی را نقل می‌کند که اونیسیلوس معتقد بود آرتیبیوس اسبش را آموزش داده تا به فرمان او بلند شده و حمله کند و پس از مشورت با همراهش، زمانی که اسب آرتیبیوس واقعاً چنین حمله‌ای کرد، اونیسیلوس با آرتیبیوس درگیر شد و سپس او (یا همراهش) با داس پای بلند شده اسب را قطع کرد. اسب بر بالای آرتیبیوس افتاد و باعث شد که او به راحتی کشته شود.